# Arthur Stöcklin
Arthur Stöcklin (* 20. August 1873 in Ettingen; † 23. April 1954 ebenda; Bürger von Ettingen; Dorfnamen: "Hanslis Arthur", "Hannibal", "Der Lateiner") war ein Schweizer Maurermeister. Er war Leiter der Meliorationen in Ettingen.

## Leben
1873 geboren als Kind von Johannes Stöcklin (1827–1903) und dessen zweiter Frau Anna Barbara, geb. Thüring (1842–1908) in eine Familie mit zehn Geschwistern und Halbgeschwistern, übernahm bereits mit 21 Jahren im Jahr 1894 erste Aufträge der Gemeinde, seit 1899 Pächter der grössten Steingrube der Gemeinde, 1901 Heirat mit Klara, geb. Thüring (1876–1953), 9 Kinder, Tod in Ettingen am 23. April 1954. Als erfolgreicher und mit der Gemeinde eng verflochtener Unternehmer war er im Dorf umstritten.
Arthur Stöcklin-Thüring zeichnete sich durch ein reges Interesse an der Kultur aus. Er soll Vorlesungen an der Universität Basel besucht haben und beherrschte lateinische Sprichwörter ("finis coronat opus", "das Ende krönt ein Werk" schrieb er unter seine gesammelten Akten zu den Meliorationen); daher sein Dorfname "Der Lateiner". Seinen weiteren Dorfnamen "Hannibal" soll er erhalten werden, weil er den Weg auf den Plattenpass am Blauen oberhalb Ettingen zielbewusst und über alle Hindernisse hinweg durchgesetzt und gebaut hatte. Der dritte Dorfname "Hanslis" ist der Vatersname.

## Ämter
1903 Mitglied und gleich auch Aktuar der Schulpflege (bis 1909, 1911–1946 Schulpflege der Bezirksschule Therwil, davon ab 1930 Präsident), 1904 Mitglied der Vollzugskommission des II. Projektes der Felderregulierung (Melioration) in Ettingen, gleich hier auch Präsident. Dann leitete er die Meliorationsprojekte III (1903–1923), IV Ost und IV West (1919–1936) und VI (1922–1926). 1928 Präsident der Spezialkommission Wasserversorgung Ettingen, 1936 Präsident Spezialkommission zur Eindolung des Dorfbachs, 1936 Präsident der Einsatzstelle für die Landwirtschaft, 1939 Kommandant der Ortswehr Ettingen.

## Charakteristik
Seine Ämtertätigkeit zeichnet sich dadurch aus, dass er mit Vorliebe ausserordentliche Projekte übernahm.
Arthur Stöcklin-Thüring kann in seiner initiativen Art als ein Vertreter eines frühen Managertums im Bereich der Landwirtschaft und des Gemeindelebens, wo es diese Art von Projektführung noch nicht gab, bezeichnet werden.
"So sassen in der Regel zehn bis zwölf Personen zu Tisch (Familientisch). Jedes konnte zuerst seine Meinung äussern, aber zuletzt entschied er (Arthur Stöcklin). Was entschieden war, wurde in der Reihenfolge der Dringlichkeit mit Kreide und auf zwei schwarze Wandtafeln aufgeschrieben, welche hinter dem Esstische an der Wand hingen. So konnte jedermann sehen, was zu tun war, und entsprechend wurden die Arbeiten auf die Anwesenden verteilt."
In seiner vorausschauenden Führung der grossen Meliorationsunternehmen, für die damals noch kaum kantonale Vorgaben existierten, beschritt er neue Wege. Er verstand es auch, die kantonalen und eidgenössischen Finanzmittel nach Kräften auszuschöpfen und etwa dem Arbeitsbeschaffungsprojekt im Wegbau Finanzmittel zu erschliessen. Dabei verzichtete er angesichts des Widerstands in der Dorfbevölkerung auf eine radikale Melioration, wie sie die eidgenössischen Vorschriften eigentlich forderten.
Typisch für seine Tätigkeit war auch ein dauernder, latenter Interessenkonflikt mit seinem Privatunternehmen (Baubetrieb und Steinbruchpacht). Er wurde deswegen wiederholt verdächtigt, aber gewann jeden diesbezüglichen Prozess. Eine Untersuchung seiner Landkauf- und -verkaufspraxis zeigt, dass er wohl voraussah, welche Parzellen im Preis steigen und welche sinken würden und dementsprechend günstige Geschäfte tätigte. Aber illegal war dieser gewinnbringende Handel nicht. Legendär war seine Auseinandersetzung mit der Gemeindeversammlung über den Kauf seiner Scheune für ein Gemeindeprojekt; eine Einigung kam erst zustande, als die Scheune nach einer hitzigen Gemeindeversammlung abbrannte.

## Publikationen
- Ettingen. In: Der Rauracher. Aesch 11. Jahrgang, 1939, S. 29–48.

### Untersuchungen
- Hans Utz-Jordi: Die Meliorationen von Ettingen. Verlag des Kantons Basel-Landschaft, Liestal 1993, ISBN 3-85673-231-4.
- Heimatkundekommission Ettingen: Ettingen – die Geschichte. Verlag des Kantons Basel-Landschaft, Liestal 1993, ISBN 3-85673-516-X, S. 251–257.